# Lake City (Dakota Południowa)
Lake City – miasto w Stanach Zjednoczonych, w stanie Dakota Południowa, w hrabstwie Marshall.